# Abutilon sonneratianum
Abutilon sonneratianum är en malvaväxtart som först beskrevs av Antonio José Cavanilles, och fick sitt nu gällande namn av Robert Sweet. Abutilon sonneratianum ingår i släktet klockmalvor, och familjen malvaväxter. Inga underarter finns listade i Catalogue of Life.